# Love or Leave
Love or Leave är en låt framförd av 4Fun. Den är skriven av Julija Ritčik.
Låten var Litauens bidrag i Eurovision Song Contest 2007 i Helsingfors i Finland. I finalen den 12 maj slutade den på tjugoförsta plats med 28 poäng.